# 河食崖

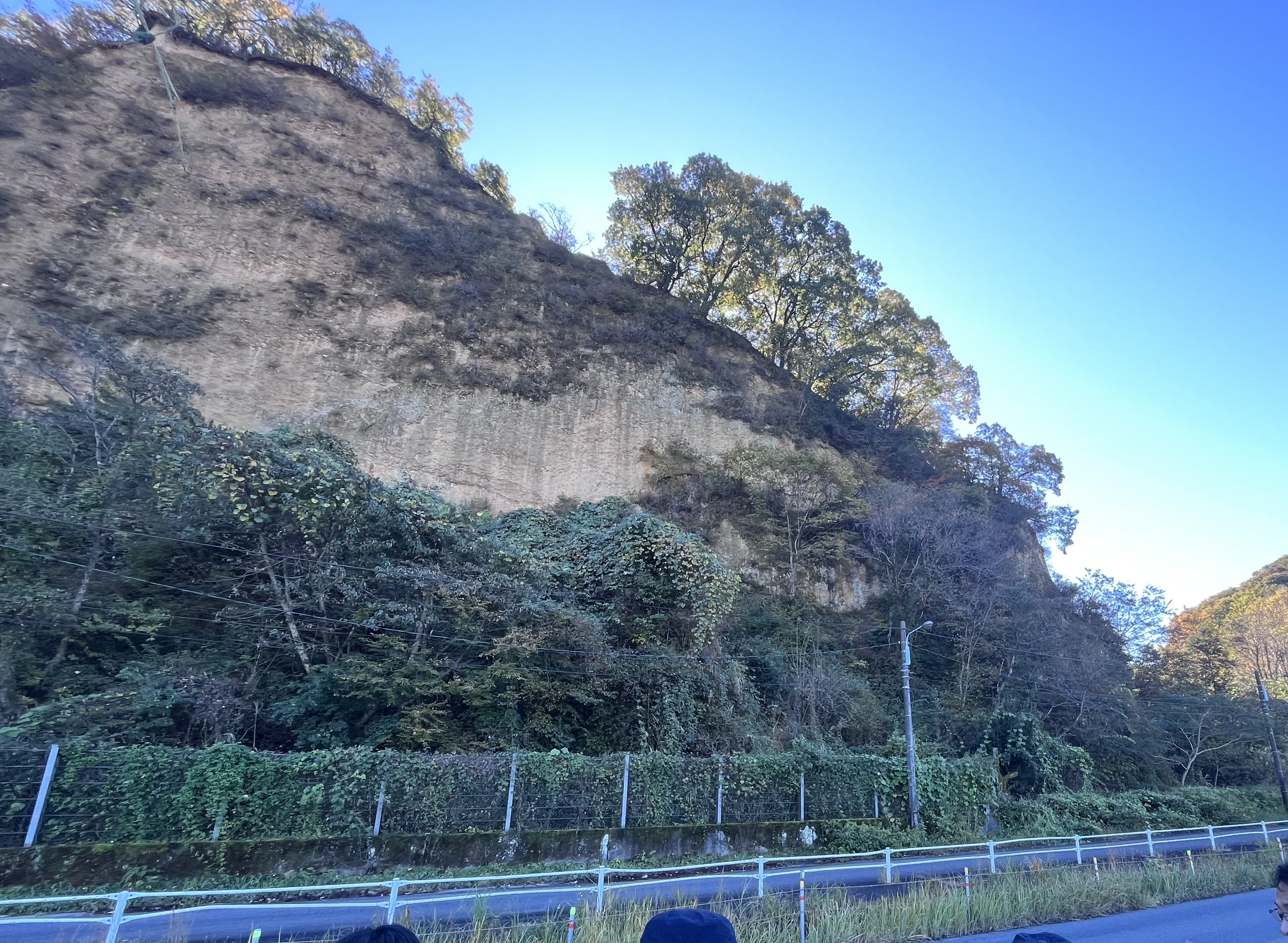
東京都あきる野市、通称「六枚屏風」の河食崖。秋川によって侵食された。2023年撮影。

河食崖は、河川の侵食作用によって形成された崖。河川の蛇行部の攻撃斜面側に形成されることが多い。ある程度の比高を有する場合にいうが、その高さに特に決まりはない。
東京都の国分寺崖線など、段丘面の形成に関連している崖の場合は特に段丘崖というが、崖の上の地形が山地や丘陵地の場合は段丘崖には当てはまらない。その場合は河食崖が適切な用語となるが、ウェブサイトや書籍においては「段丘面」の方が一般的に多く使われている。例えば、神奈川県の中央部を南へ流れる相模川の支流の中津川の中流部の場合、右岸は河食崖、左岸は河食崖の中でも特に段丘崖となる。
河食崖を形成した河川の蛇行が緩い場合、その崖は直線に近くなり断層崖との見分けがつきにくい事例も多い。また、海岸に近い河食崖の場合は12.5万年前（海洋酸素同位体ステージ 5e）や完新世の気候最適期（ヒプシサーマル期）の高海水準期に海によっても侵食され崖が後退した場合があり、その場合は海食崖と判断するべき可能性が生じる。